# Expedia
Expedia er en global, online rejseudbyder med lokale afdelinger i mere end 70 lande. Virksomheden udbyder både ferierejser og forretningsrejser og videreformidler bookinger fra nogle af verdens ledende flyselskaber og hoteller gennem sit netværk; Expedia® Affiliate Network.
Den danske afdeling af Expedia, Expedia.dk, blev lanceret i 2009 og er en del af Expedia, Inc., der er en af verdens største online rejseudbydere. Firmaet har partneraftaler med flere hundrede luftfartsselskaber og adskillige hundredetusinder af hoteller, biludlejere og rejseoplevelser, der kan bookes på hjemmesiden. De eksakte tal er opdaterede og fuldt tilgængelige på Expedia, Inc.’s hjemmeside.

## Historie
I 1996 blev en mindre afdeling i Microsoft sat til at lancere en online rejseudbyder ved navn Expedia.com®. Med lanceringen fik hjemmesidens brugere en ny måde at undersøge og sammenligne forskellige rejsetilbud samt at booke rejser på. Siden sin begyndelse har Expedia, Inc. udviklet sig til en global rejseudbyder med en portefølje på omkring et dusin velrenommerede rejsebrands. Firmaet har mere end 18.000 ansatte i mere end 30 lande globalt set.